# Pier Luigi Andreoni
Pier Luigi Andreoni (Piacenza, 17 novembre 1955) è un tastierista, compositore e polistrumentista italiano.
Pier Luigi Andreoni è inoltre studioso di sintesi e composizione elettronica e programmatore informatico, specializzatosi anche nel campo della grafica e dell’interattività multimediale. È stato animatore e collaboratore di numerosi progetti della scena musicale indipendente, legandosi principalmente alla musica d'ambiente e all'art rock.

## Biografia

### Primi anni: Dagli ATROX ai Doubling Riders
Esponente fondamentale della musica contemporanea e di ricerca italiana, Pier Luigi Andreoni studia contrabbasso al Conservatorio Musicale G. Nicolini di Piacenza e si diploma in teoria e solfeggio, conseguendo contemporaneamente il diploma di maturità come perito elettronico.
Inizia la sua prima esperienza di ricerca musicale nel 1978 con La Pattona, gruppo piacentino pre-new wave, influenzato dalla Dumb Art e da Rock in Opposition.
Con il fratello Alberto, Max Marchini e F. Paladino, nel 1982 fonda il gruppo musicale A.T.R.O.X., di cui è stato il leader ed il principale ispiratore musicale, gruppo appartenente alla scena post punk italiana che ha però la particolarità di introdurre evidenti elementi di musica elettronica. Nello stesso anno il gruppo pubblica il vinile The Night's Remains (Trinciato Forte Records) e due anni dopo (sempre in vinile) Water Tales (Contempo Records).
Conclusa l'esperienza degli A.T.R.O.X., nel 1985, con Francesco Paladino crea The Doubling Riders. Al duo si affiancano, a seconda degli album prodotti, musicisti provenienti da vari generi ed esperienze musicali. L'anno successivo realizzano, sotto la sigla F.P. & The Doubling Riders, Doublings & Silences vol. I, un album che vede la collaborazione di musicisti come Alain Neffe e Giovanni Sturmann e che sarà pubblicato dalla ADN - Recommended Records. Del 1987 è il doppio LP Doublings & Silences vol. II, pubblicato sempre per ADN. In questo lavoro, tra gli altri, partecipano i musicisti francesi Pascal Comelade e Pierre Zeidler, Mario Arcari, Tommaso Leddi e Paolo Chang degli Stormy Six, il compositore Piero Milesi e Christina Kubisch. Da questo album si unisce al duo, in maniera stabile e continuativa, anche Riccardo Sinigaglia, sperimentatore musicale e docente di Composizione Elettronica presso il Conservatorio di Milano, con il quale Pier Luigi Andreoni instaurerà un lungo sodalizio. Nel 1989, per la Supporti Fonografici di Milano, i Doubling Riders realizzano WORLD!, supportati da una numerosa schiera di musicisti, tra cui Tommaso Leddi, Mario Arcari e Mario De Leo della cooperativa l'Orchestra, Angelo Avogadri e Gabin Dabiré.

### Anni novanta
Contemporaneamente all'attività con Doubling Riders, Andreoni inizia a lavorare con il regista Flavio Ambrosini e il Teatro Piccola Commenda di Milano, componendo musiche per spettacoli teatrali e video. Nel 1990, con il musicista Silvio Linardi, coinvolto già nei progetti di Doubling Riders, realizza, come Andreolina, l'album An Island in the Moon, edito dalla Recommended Records e pubblicato anche in videocassetta. Successivamente, con Riccardo Sinigaglia, progetta e crea ambientazioni sonore e multimediali per mostre e stage. Con il pittore piacentino Mauro Fornari realizza Musica per un Quadro, una performance di pittura e musica. Compone inoltre le musiche di Cinque piccoli pic-nic, un esperimento di musica e poesia andato in onda nella trasmissione Orione di Rai Radio 3.
Nel 1991 è invece la volta di Garama, pubblicato per Il Museo Immaginario, dove, oltre a Tommaso Leddi e Mario De Leo, partecipano anche Chris Karrer degli Amon Düül II, Fabrizio Croce dei Militia, Arlo Bigazzi e Giampiero Bigazzi dell'etichetta discografica Materiali Sonori. Nello stesso anno partecipa con il brano Whispers al progetto Fairy-Tales & Myths, un esperimento "esoterico-musicale", che verrà poi pubblicato su musicassetta dalla belga 3RIO ART Magisch Theater Production.
Nel 1992, assieme a musicisti e sperimentatori come Vidna Obmana e Yasnaïa, partecipa al progetto Music For Rituals ideato e prodotto dal gruppo belga Hybryds. 

Nel settembre dello stesso anno inizia la collaborazione con il saxofonista romano Nicola Alesini pubblicando, per la rivista Esoterica, un CD dal titolo Armonie Celesti e partecipando poi al CD solista di Alesini, Italian Soundtrack, pubblicato nel 1994.
Sempre con Nicola Alesini e il produttore Giampiero Bigazzi realizza l'album Marco Polo, che vede la collaborazione di David Sylvian, Roger Eno, David Torn, Harold Budd, Arturo Stalteri e Arlo Bigazzi. Il progetto prosegue nel 1998, anno in cui viene pubblicato il secondo volume dell'opera. Al Marco Polo volume II partecipano di nuovo Roger Eno, Harold Budd, David Torn e si avvicendano anche Richard Barbieri e Steve Jansen dei Japan. Sempre nello stesso anno collabora all'album solista di Arlo Bigazzi, [2], dove partecipano anche musicisti come Christian Burchard degli Embryo, e Riccardo Tesi. L'anno successivo collabora, in compagnia di Roger Eno, al progetto discografico The Wolf And The Moon di Arlo Bigazzi, Claudio Chianura e Lance Henson (Materiali Sonori).

### Anni duemila
Nel 2000 David Sylvian inserisce nella sua antologia Everything and Nothing, dedicata ai suoi venti anni di attività, i brani The Golden Way e Come Morning provenienti da Marco Polo. I brani pubblicati nel doppio album sono in una versione remix curata da Steve Nye e dallo stesso Sylvian. Nel 2002, con Arlo Bigazzi ma partendo da registrazioni originariamente da lui realizzate con Roger Eno, crea il progetto musicale Keen-O, pubblicando il CD Nobody Knows How And Why e dando così vita a una formazione stilisticamente e umanamente aperta, alla quale daranno un apporto fondamentale Blaine L. Reininger dei Tuxedomoon, e il tecnico del suono Lorenzo Tommasini. Il risultato è un progetto che si muove tra dub, hip hop ambient e jazzy ma con riferimenti anche alla musica contemporanea e da camera.
Con Roger Eno, nel 2004, realizza l'album Distant Lights che verrà pubblicato in allegato alla rivista Experience (Ed. Mattioli 1885).
Nel 2006 realizza il DVD Quadri [+] Chromies di Hector Zazou e Bernard Caillaud che vede la partecipazione di Brian Eno, David Sylvian, Ryūichi Sakamoto, Peter Buck e Bill Rieflin dei R.E.M, e Archea Strings, pubblicato da Materiali Sonori e in allegato anche alla rivista Experience.
Del 2007 è la collaborazione con il musicista francese Hervé Zénouda per la realizzazione di un suo DVD, parte di questo lavoro è stato pubblicato e recensito da "L'Observatoire Critique des ressources numeriques en histoire de l'art et archeologie".
Negli anni successivi la sua ricerca informatica si volge prevalentemente alla realizzazione di eventi multimediali, siti web, DVD, CDROM e software interattivi per la medicina.
Nel 2012 collabora con il gruppo sperimentale Orchestra Elettronica per il CD Colorado!, pubblicato dall'etichetta statunitense Mp3 Inc.
Nel 2014 sono ristampati su vinile, per la Spittle Records, i due dischi degli A.T.R.O.X e nel 2015 viene ristampato il cd Garama dei Doubling Riders per l'etichetta statunitense Time Released Sound. 

Nello stesso anno, con il supporto di Arlo Bigazzi, lavora di nuovo al progetto Keen-O realizzando video sperimentali con le musiche tratte dal CD pubblicato nel 2002. Sempre nello stesso anno inizia a collaborare al canale YouTube di Materiali Sonori.
È stato responsabile multimediale della casa editrice Mattioli 1885 di Fidenza, dell'etichetta discografica Materiali Sonori di San Giovanni Valdarno e della casa editrice 66thand2nd di Roma. Inoltre ha fatto parte, per diversi anni, della Redazione di Experience, rivista Multimediale alla quale hanno collaborato svariati artisti della scena nazionale ed internazionale (Ed. Mattioli 1885).
Nel maggio 2018 viene ristampato dalle etichette discografiche Aguirre e ADN l'album An Island In The Moon di Andreolina, abbinato ad un DVD inedito realizzato in collaborazione con Empty Heads che ha curato la realizzazione della parte visiva. Nell'ottobre 2018, in collaborazione con Arlo Bigazzi, Blaine L. Reininger e Mirio Cosottini, realizza per Materiali SonoriTribæ Soundtrack, colonna sonora della wordless graphic novel Tribæ - The Cascade creata dal disegnatore e fumettista Luca Brandi e pubblicata dalla Hollow Press di Bari.
Nell’aprile 2019 esce The World Of The Doubling Riders pubblicato da Spittle Records in collaborazione con Officina Fonografica Italiana, un 6xCD Boxset contenente la discografia completa di The Doubling Riders con tutti 4 gli album (tra cui uno doppio) prodotti tra il 1985 e il 1991 e rimasterizzati in digitale per l'occasione da Pier Luigi Andreoni. I primi due album sono disponibili per la prima volta in CD. Il cofanetto include inoltre un bonus CD con una selezione di inediti e rare tracks dello stesso periodo. Un libretto di 24 pagine raccoglie tutte le informazioni dei brani e numerose foto inedite del gruppo.
A giugno 2024 esce Marco Polo 700, una raccolta di brani inediti dedicati al celebre viaggiatore veneziano. Il CD verrà anche allegato al libro Marco Polo 700 (1324 - 2024) Tra Oriente e Occidente curato dallo scrittore Mauro Carrera e pubblicato dalla Fondazione Scuola Arti e Mestieri "F. Bertazzoni" di Suzzara (MN).
Dal 2020 la sua attività è rivolta principalmente alla creazione di colonne sonore per lungometraggi, cortometraggi e documentari.

## Discografia

### Solo
- 2024 – Marco Polo 700 – Fondazione Scuola Arti e Mestieri F. Bertazzoni

### Con A.T.R.O.X.
- 1982 – The Night's Remains – Trinciato Forte Records
- 1984 – Water Tales – Contempo Records
- 2010 – Falls of Time – Spittle Records (ristampa + inediti)

### Con The Doubling Riders
- 1986 – Doublings & Silences vol. I – ADN/Recommended Records
- 1987 – Doublings & Silences vol. II – ADN/Recommended Records
- 1989 – World! – Supporti Fonografici
- 1991 – Garama – Il Museo Immaginario
- 2019 - The World Of The Doubling Riders – Spittle Records / Officina Fonografica Italiana

### Con Andreolina
- 1990 – An Island in the Moon – ADN/Recommended Records
- 2018 – Andreolina / Empty Heads DVD – ADN Records

### Con Nicola Alesini
- 1992 – Armonie Celesti – Editoriale Domani
- 1994 – Marco Polo – Materiali Sonori
- 1998 – Marco Polo volume II – Materiali Sonori
- 2001 – Labyrinths – Mp3.Inc

### Con Keen-O (P. L. Andreoni, R. Eno, A. Bigazzi, B. L. Reininger)
- 2002 – Nobody Knows How And Why – Materiali Sonori

### Con Roger Eno
- 2004 – Distant Lights – Experience

### Con Arlo Bigazzi
- 2018 – Tribæ Soundtrack - featuring: Blaine L. Reininger, Mirio Cosottini – Materiali Sonori / Hollow Press

### Collaborazioni
- 1992 – Hybryds Music For Rituals – 3RioArt
- 1994 – Nicola Alesini Italian Soundtrack – Nimes/Tirreno
- 1998 – Arlo Bigazzi [2] – Materiali Sonori
- 1999 – Arlo Bigazzi, Claudio Chianura & Lance Henson The Wolf and the Moon – Materiali Sonori
- 2000 – David Sylvian Everything and Nothing – Virgin Records
- 2006 – Hector Zazou, Bernard Caillaud Quadri [+] Chromies – Materiali Sonori
- 2012 – Orchestra Elettronica Colorado! – Mp3 Inc.

### Apparizioni in raccolte (parziale)
- 1990 – V.A. Sonora 1/90, Materiali Sonori – Paladino & Andreoni, La fragile vita dell'uccellatore
- 1991 – V.A. All Frontiers, Materiali Sonori – The Doubling Riders, Concrete Noises
- 1991 – V.A. Sonora 2/91, Materiali Sonori – The Doubling Riders featuring Nico, La notte delle fiabe
- 1997 – V.A. Unlimited Ambient, Gruppo Futura – Nicola Alesini & Pier Luigi Andreoni, M. Polo
- 1997 – V.A. Ambient • 29, la Repubblica – Nicola Alesini, Pier Luigi Andreoni & Harold Budd, The Valley of Pamir
- 1998 – V.A. Alternative Meditation #1, Materiali Sonori – Pier Luigi Andreoni & Steve Jansen, Indiablue
- 1998 – V.A. Alternative Meditation #2, Materiali Sonori – Nicola Alesini, Pier Luigi Andreoni & David Torn, Yangchow
- 2002 – V.A. 100% Italika, World Music – Keen-O, I Must Be Here
- 2002 – V.A. Negroni Play One, Materiali Sonori – Keen-O, Chose à Faire
- 2002 – V.A. Prato Expo, Prato Expo – Nicola Alesini & Pier Luigi Andreoni, Erzindjian
- 2003 – V.A. Naked Eye sampler, New Age and New Sounds – Keen-O, Playing with Colours
- 2003 – V.A. Acid Jazz vol. 76, Acid Jazz/New Sounds 2000 – Keen-O, Chose à Faire
- 2005 – V.A. Negroni Play Two, Materiali Sonori – Keen-O, Playing with Colours